# Kameralamt Balingen

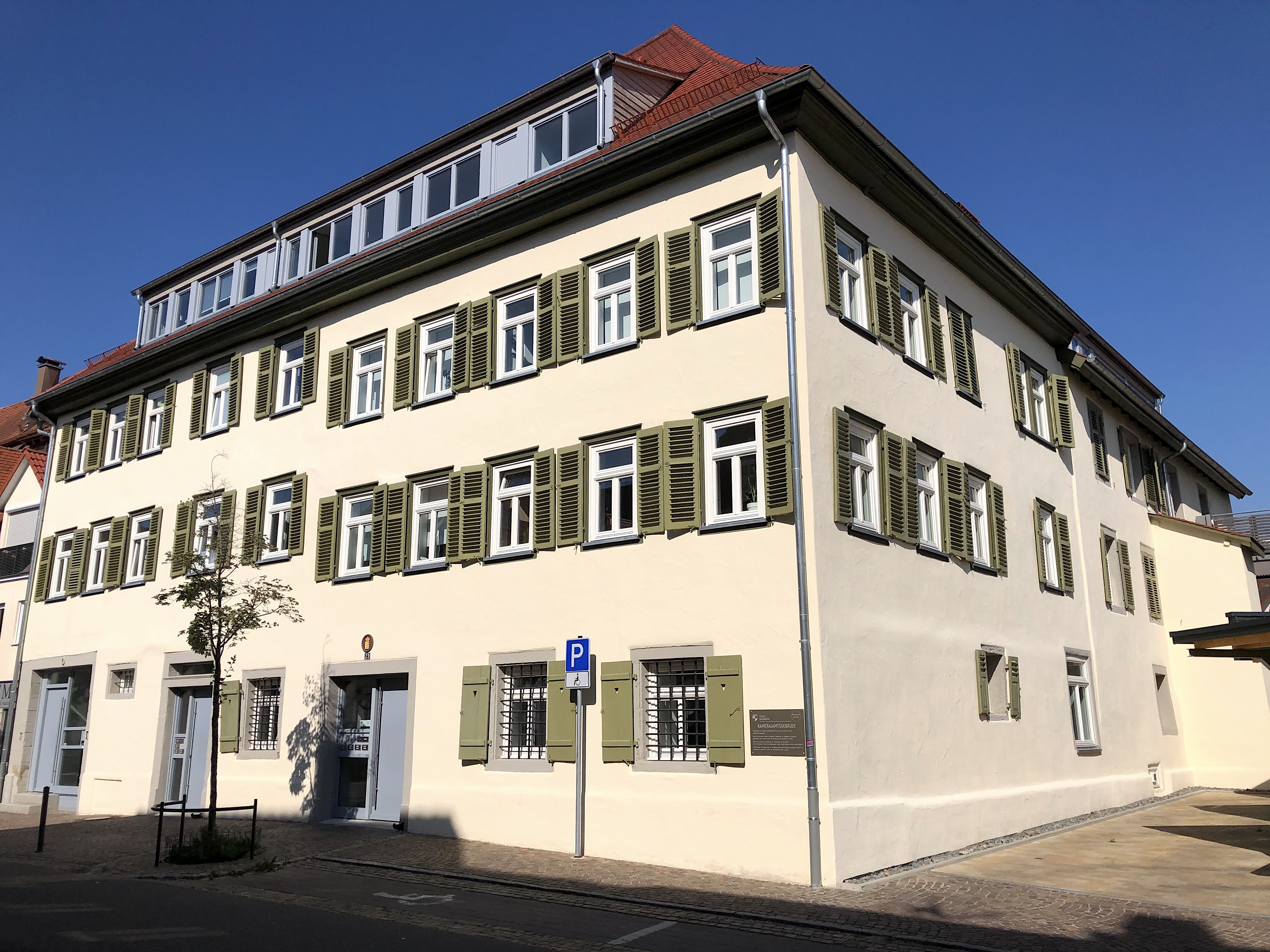
Kulturdenkmal Kameralamtsgebäude in Balingen (2020)

Das Kameralamt Balingen war eine Einrichtung des Königreichs Württemberg, die im Amtsbezirk Besitz und Einkommen des Staates verwaltete. Es bestand von 1806 bis 1922 in Balingen. Das Kameralamt wurde im Rahmen der Neuordnung der Staatsfinanzverwaltung im Königreich Württemberg geschaffen.

## Geschichte
Durch Verordnung vom 14. Juli 1807 wurden die Patrimonialämter des Grafen von Bissingen zu Dotternhausen, des Grafen von Stauffenberg zu Geislingen sowie von Pach zu Oberhausen bezüglich der Erhebung von Einkünften dem Kameralamt Balingen zugeteilt. 
Gemäß Verordnung vom 11. Juni 1819 wurde das Kameralamt Ebingen aufgelöst und dem Kameralamt Balingen eingegliedert mit Ausnahme derjenigen Orte, welche an das Kameralamt Tuttlingen abgetreten wurden. 
Laut Verfügung des Finanzministeriums vom 28. Dezember 1830 wurden die Orte Erlaheim und Dormettingen vom Kameralamt Rosenfeld an das Kameralamt Balingen abgetreten. 
Gemäß Verordnung vom 6. März 1843 wurden die Orte Dormettingen, Dotternhausen, Hausen am Tann und Rosswangen an das Kameralamt Rottweil abgetreten.

## Amtsgebäude
Das ehemalige Amtsgebäude an der Ölbergstraße 23 ist ein dreigeschossiger, rückwärts orientierter Dreiflügelbau. Das verputzte Gebäude mit Stadtwappen wurde 1815 aus zwei Gebäuden zusammengefügt. In der Ostfassade des Südflügels findet ein Teil der mittelalterlichen Stadtmauer Verwendung. Das ehemalige Kameralamtsgebäude ist ein geschütztes Baudenkmal.